# Оарца-де-Жос (комуна)
Оарца-де-Жос (рум. Oarța de Jos) — комуна у повіті Марамуреш в Румунії. До складу комуни входять такі села (дані про населення за 2002 рік):
- Оарца-де-Жос (573 особи) — адміністративний центр комуни
- Оарца-де-Сус (661 особа)
- Орцица (178 осіб)

Комуна розташована на відстані 406 км на північний захід від Бухареста, 40 км на південний захід від Бая-Маре, 83 км на північний захід від Клуж-Напоки.

## Населення
За даними перепису населення 2002 року у комуні проживали 1412 осіб.
Національний склад населення комуни:
| Національність | Кількість осіб | Відсоток |
| -------------- | -------------- | -------- |
| румуни         | 1409           | 99,8%    |
| угорці         | 3              | 0,2%     |

Рідною мовою назвали:
| Мова      | Кількість осіб | Відсоток |
| --------- | -------------- | -------- |
| румунська | 1409           | 99,8%    |
| угорська  | 3              | 0,2%     |

Склад населення комуни за віросповіданням:
| Релігія        | Кількість осіб | Відсоток |
| -------------- | -------------- | -------- |
| православні    | 1265           | 89,6%    |
| баптисти       | 74             | 5,2%     |
| греко-католики | 47             | 3,3%     |
| п'ятдесятники  | 21             | 1,5%     |
| реформати      | 3              | 0,2%     |
| римо-католики  | 2              | 0,1%     |